# Tian Qing
Tian Qing (en chino: 田卿; Anhua, 19 de agosto de 1986) es una deportista china que compitió en bádminton, en la modalidad de dobles.
Participó en los Juegos Olímpicos de Londres 2012, obteniendo una medalla de oro en la prueba de dobles (junto con Zhao Yunlei).
Ganó cuatro medallas en el Campeonato Mundial de Bádminton entre los años 2011 y 2015. En los Juegos Asiáticos consiguió cuatro medallas, dos de oro en 2010 y oro y bronce en 2014.

## Palmarés internacional
| Juegos Olímpicos   | Juegos Olímpicos        | Juegos Olímpicos  | Juegos Olímpicos |
| Año                | Lugar                   | Medalla           | Prueba           |
| ------------------ | ----------------------- | ----------------- | ---------------- |
| 2012               | Londres (Reino Unido)   | Medalla de oro    | Dobles           |
| Campeonato Mundial |                         |                   |                  |
| Año                | Lugar                   | Medalla           | Prueba           |
| 2011               | Londres (Reino Unido)   | Medalla de plata  | Dobles           |
| 2013               | Cantón (China)          | Medalla de bronce | Dobles           |
| 2014               | Copenhague (Dinamarca)  | Medalla de oro    | Dobles           |
| 2015               | Yakarta (Indonesia)     | Medalla de oro    | Dobles           |
| Juegos Asiáticos   |                         |                   |                  |
| Año                | Lugar                   | Medalla           | Prueba           |
| 2010               | Cantón (China)          | Medalla de oro    | Dobles           |
| 2010               | Cantón (China)          | Medalla de oro    | Equipo           |
| 2014               | Incheon (Corea del Sur) | Medalla de oro    | Equipo           |
| 2014               | Incheon (Corea del Sur) | Medalla de bronce | Dobles           |